# Jennie Finch
Jennie Finch (La Verne, 3 de setembro de 1980) é uma jogadora de softbol estadunidense. Com a seleção nacional conquistou a medalha de ouro nos Jogos Olímpicos de 2004, em Atenas, e a medalha de prata na edição seguinte, em Pequim.